# Abszessdrainage

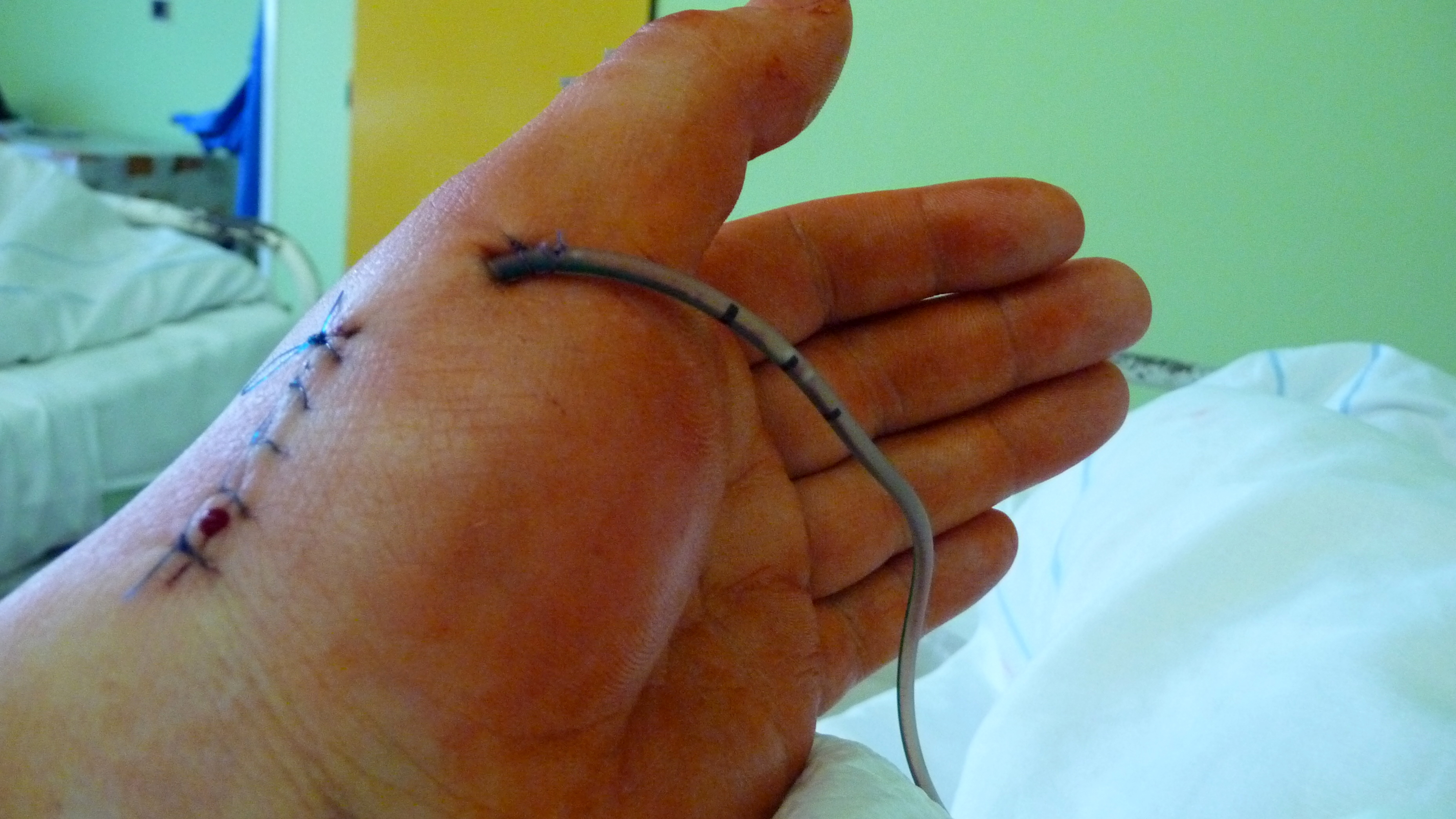
Menschliche Hand mit Drainageschlauch nach chirurgischen Eingriff

Als Abszessdrainage bezeichnet man in der Medizin eine Methode zur Entlastung eines Abszesses.
Eine seit Jahrhunderten bewährte Regel bei der Behandlung von Abszessen lautet Ubi pus, ibi evacua („Wo sich Eiter findet, dort lasse ihn ab“).
In der Regel werden Abszesse chirurgisch eröffnet, mit einer Lasche versorgt, gespült und man wartet eine Sekundärheilung ab. Als Lasche kann hierbei ein Gummischlauch oder ein Teil eines sterilen Handschuhs verwendet werden.
Wenn ein Abszess mittels gezielter Punktion oder Miniinzision leicht erreichbar und ein Spülschlauch oder eine Lasche platzierbar ist, kann mit geduldiger, mehrtägiger Spülung mit isotonischer Kochsalzlösung und gleichzeitiger systemischer Gabe von Antibiotika ein Abheilen des Abszesses erreicht werden, ohne dass der Abszess breit eröffnet werden muss. Insbesondere bei postoperativen Flüssigkeitsansammlungen im Bauchraum hat sich diese Methode bewährt, da sie dem Patienten oft eine erneute OP erspart.